# Ozero Glubelka
Ozero Glubelka (ryska: Озеро Глубелька) är en sjö i Belarus.   Den ligger i voblasten Minsks voblast, i den norra delen av landet, 140 km nordväst om huvudstaden Minsk. Ozero Glubelka ligger 162 meter över havet.
I omgivningarna runt Ozero Glubelka växer i huvudsak blandskog. Runt Ozero Glubelka är det glesbefolkat, med 19 invånare per kvadratkilometer.